# Amt Bordelum
Das Amt Bordelum war ein Amt im Kreis Husum in Schleswig-Holstein. Einzige amtsangehörige Gemeinde war Bordelum.

## Geschichte
1889 wurde der Amtsbezirk Bordelum aus der Kirchspielslandgemeinde Bordelum, der Gemeinde Reußenköge und den Gutsbezirken Vorufer und Hamburger Hallig gebildet. Zur Kirchspielslandgemeinde Bordelum gehörten die Dorfschaften Addebüll, Büttjebüll, Dörpum, Ebüll mit Uphusum, Ost-Bordelum, West-Bordelum mit Stollberg sowie der Bordelumer Koog und der Sterdebüller Alte Koog. Die Gemeinde Reußenköge bestand aus dem Desmerciereskoog, dem Louisenkoog, dem Reußenkoog und dem Sophien-Magdalenen-Koog. 
Mit der Fertigstellung des Sönke-Nissen-Koogs, der auch den Gutsbezirk Vorufer umfasste, wurde dieser 1927 in die Gemeinde Reußenköge eingegliedert.  Nach Auflösung der Gutsbezirke 1928 kam auch der Gutsbezirk Hamburger Hallig zur Gemeinde Reußenköge. Ende 1929 wurde Reußenköge dann amtsfreie Gemeinde und der Amtsbezirk umfasste nur noch die Kirchspielslandgemeinde Bordelum. Diese wurde 1934 aufgelöst und in die Landgemeinden Bordelum, Büttjebüll, Dörpum und Sterdebüll aufgeteilt, die aber im selben Jahr wieder zur Landgemeinde Bordelum zusammengelegt wurden.
1948 wurde der Amtsbezirk aufgelöst und die Gemeinde Bordelum bildet fortan das Amt Bordelum. Mit Bildung des Kreises Nordfriesland wurde das Amt 1970 aufgelöst und Bordelum sollte zusammen mit der Gemeinde Reußenköge und den Gemeinden des Amtes Langenhorn das Amt Stollberg bilden. Dagegen klagten sowohl die Gemeinden des Amtes Langenhorn wie auch die Gemeinde Reußenköge. Das Amt Stollberg wurde schließlich zum 1. Januar 1972 ohne Reußenköge, das amtsfrei blieb, gebildet.